# David O. Russell
David Owen Russell (Nova York, 20 d'agost del 1958) és un director, guionista i productor de cinema i televisió estatunidenc. Ha estat candidat als Premis Òscar i Globus d'Or. Ha dirigit pel·lícules com Tres reis (1999) I Heart Huckabees (2004) i The Fighter (2010).
El desembre de 2011 el director es va veure involucrat en un escàndol per una acusació d'abús sexual. La neboda transgènere de Russell va presentar un informe policial contra el seu oncle per grapejar-la mentre estaven en un gimnàs. Posteriorment, el director va admetre els fets en un informe policial.

## Biografia
El seu pare era jueu i la seva mare italiana. Va anar al Mamaroneck High School a Nova York i es graduà a l'Amherst College el 1991 en ciències polítiques i anglès. Formà part del jurat del Festival de Cinema de Sundance el 2003, i va contraure matrimoni amb la productora Janet Grillo el 1992, amb qui té un fill. Se'n divorcià el 1997.

## Carrera
El seu debut al cinema es produí amb la pel·lícula Spanking the Monkey (1994). Després va venir la comèdia Flirting with Disaster (1996) que també va escriure i que va ser protagonitzada per Ben Stiller i Téa Leoni. El 1999 va treballar amb George Clooney i Mark Wahlberg a Tres reis, essent novament escrita per ell mateix i actualment la seva pel·lícula millor valorada per la premsa especialitzada. El seu següent treball fou I Heart Huckabees (2004) en què comptà de nou amb Mark Wahlberg i en el qual també varen aparèixer Dustin Hoffman i Jude Law. Aquell mateix any produí la pel·lícula protagonitzada per Will Ferrell El reporter (Anchorman: The Legend of Ron Burgundy). Tornà a coincidir amb Wahlberg al drama The Fighter (2010), per la qual fou candidat a l'Oscar al millor director i al Globus d'Or al millor director, i es convertí en la seva pel·lícula més taquillera fins a la data com a director.

## Filmografia

### Director
- Spanking the Monkey (1994)
- Flirtejant amb el desastre (Flirting with Disaster) (1996)
- Tres reis (Three Kings) (1999)
- Estranyes coincidències (I Heart Huckabees) (2004)
- The Fighter (2010)
- La part positiva de les coses (2012)
- American Hustle (2013)
- Nailed (2014)
- Joy (2015)
- Accidental Love (2015)

## Premis i nominacions

### Premis Oscar
| Any  | Categoria           | Pel·lícula                    | Resultat |
| ---- | ------------------- | ----------------------------- | -------- |
| 2011 | Millor director     | The Fighter                   | Candidat |
| 2013 | Millor director     | La part positiva de les coses | Candidat |
| 2013 | Millor guió adaptat | La part positiva de les coses | Candidat |
| 2014 | Millor director     | American Hustle               | Candidat |
| 2014 | Millor guió adaptat | American Hustle               | Candidat |

### Premis Globus d'Or
| Any  | Categoria       | Pel·lícula                    | Resultat |
| ---- | --------------- | ----------------------------- | -------- |
| 2011 | Millor director | The Fighter                   | Candidat |
| 2013 | Millor guió     | La part positiva de les coses | Candidat |
| 2014 | Millor guió     | American Hustle               | Candidat |
| 2014 | Millor director | American Hustle               | Candidat |